# شاهرخ مشکین‌قلم
شاهرخ مُشکین قلم (زادهٔ آوریل ۱۹۶۷ در خرمشهر) رقصنده، بازیگر تئاتر، نمایشنامه‌نویس و رقص‌پرداز فارسی، فرانسوی است. او بازیگر تئاتر ملی فرانسه و از سال ۲۰۰۵ عضو «کمدی فرانسز (به فرانسوی: Comédie-Française) است. مشکین‌قلم افزون بر بازی در نمایش‌های فرانسوی، در تئاترهای فارسی که در آمریکا و کانادا اجرا می‌شوند نیز به بازی می‌پردازد.

## فعالیت هنری
حرفه مشکین قلم کارگردانی نمایش است. او در سال ۱۹۹۱ عضو گروه «آریان موشکین» شد. پس از آن در سال ۱۹۹۷ خود گروه رقصی را با نام نکیسا پایه‌گذاری کرد. او تاکنون رقص‌هایی را بر پایهٔ متون ادبیات فارسی مانند «خسرو و شیرین»، «هفت پیکر»، «سهراب و گردآفرید» و «زهره و منوچهر» طراحی و اجرا کرده‌است. نمایش «زهره و منوچهر» به کارگردانی شاهرخ مشکین‌قلم اقتباس شده از اثر ایرج میرزا است که صدرالدین زاهد در این نمایش بازی کرده‌است.